# Benton County (Mississippi)

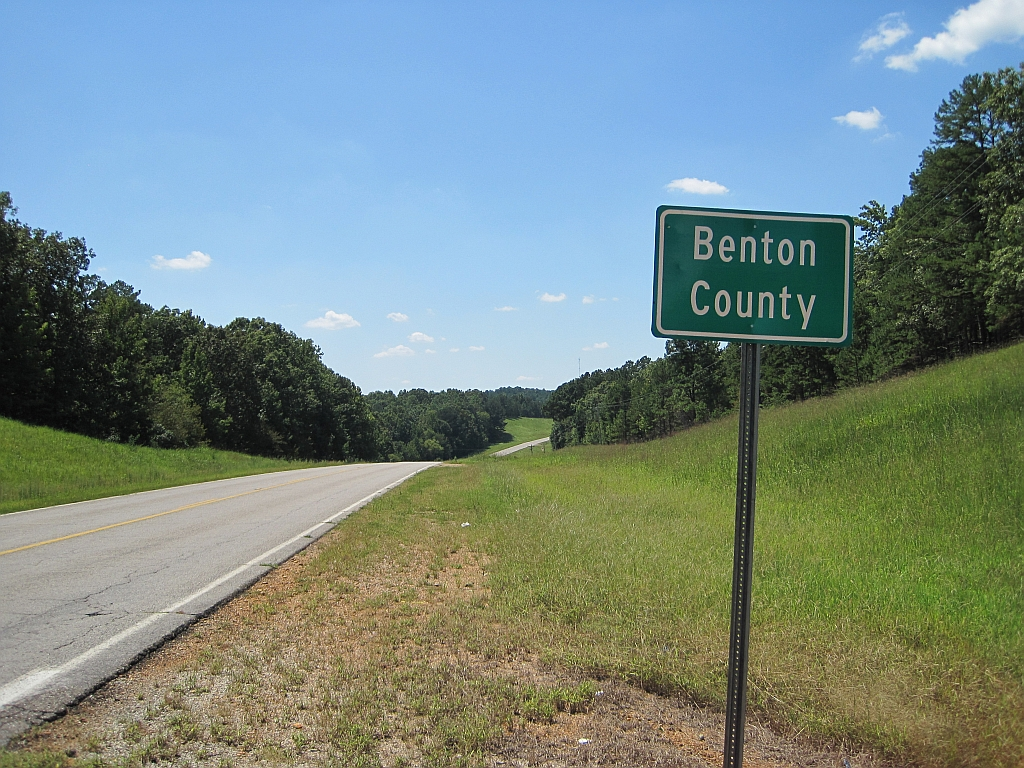
Benton County

Benton County is een county in de Amerikaanse staat Mississippi.
De county heeft een landoppervlakte van 1.054 km² en telt 8.026 inwoners (volkstelling 2000). De hoofdplaats is Ashland.